# Chemins de fer fribourgeois Gruyère–Fribourg–Morat
| \| \| 32,19 \| Ins (frz. Anet) \| 438 m ü. M \| \| \| 22,17 \| Murten/Morat \| 548 m ü. M \| \| \| 0,00 \| Fribourg/Freiburg \| 629 m ü. M \| \| \| \| SBB-Strecke Fribourg/Freiburg–Lausanne \| \| \| \| 36,67 \| Montbovon Meterspur \| 797 m ü. M \| \| \| 24,01 \| Gruyères \| 746 m ü. M \| \| \| 18,19 \| Romont \| 707 m ü. M \| \| \| 5,44 \| Broc-Fabrique \| 689 m ü. M \| \| \| \| \| \| \| \| 0,0019,46 \| Bulle \| 771 m ü. M \| \| \| \| \| \| \| \| 0,006,78 \| Châtel-Saint-Denis \| 807 m ü. M \| \| \| 0,00 \| Palézieux \| 669 m ü. M \| \| Ohne Zwischenstationen und ohne Anschlussbahnen \| \| \| \| |           |                                        |            |
| Kopfbahnhof Streckenanfang | 32,19     | Ins (frz. Anet)                        | 438 m ü. M |
| Bahnhof | 22,17     | Murten/Morat                           | 548 m ü. M |
| | 0,00      | Fribourg/Freiburg                      | 629 m ü. M |
| |           | SBB-Strecke Fribourg/Freiburg–Lausanne |            |
| Kopfbahnhof Streckenanfang | 36,67     | Montbovon Meterspur                    | 797 m ü. M |
| Bahnhof | 24,01     | Gruyères                               | 746 m ü. M |
| Strecke | 18,19     | Romont                                 | 707 m ü. M |
| Strecke von rechts · Kopfbahnhof Streckenanfang · Strecke | 5,44      | Broc-Fabrique                          | 689 m ü. M |
| Strecke · Abzweig geradeaus und von links · Strecke nach rechts |           |                                        |            |
| Kopfbahnhof Streckenende · Bahnhof | 0,0019,46 | Bulle                                  | 771 m ü. M |
| Strecke von links · Abzweig geradeaus und von rechts |           |                                        |            |
| Strecke · Kopfbahnhof Streckenende | 0,006,78  | Châtel-Saint-Denis                     | 807 m ü. M |
| Kopfbahnhof Streckenende | 0,00      | Palézieux                              | 669 m ü. M |
| Ohne Zwischenstationen und ohne Anschlussbahnen |           |                                        |            |

Die Chemins de fer fribourgeois Gruyère–Fribourg–Morat (GFM), offiziell Compagnie des Chemins de fer fribourgeois, waren eine Eisenbahngesellschaft im Schweizer Kanton Freiburg.
Die GFM entstanden per 1. Januar 1942 aus der Fusion der meterspurigen Chemins de fer électriques de la Gruyère (CEG), der normalspurigen Chemin de fer Fribourg–Morat–Anet (FMA, Freiburg–Murten–Ins) und der ebenfalls normalspurigen Chemin de fer Bulle–Romont (BR).
Die GFM betrieben mehrere Eisenbahnstrecken sowie Autobuslinien mit einem Streckennetz von 724 Kilometern und beschäftigten im Jahr 2000 400 Personen.
Im Jahr 2000 war die finanzielle Sanierung der GFM notwendig geworden. Ursache waren überrissene Investitionen und nicht abgesicherte Kredite. Der Bund trug einen Drittel, der Kanton Freiburg den Rest der Finanzspritze im Umfang von 16,6 Millionen Franken. Ein Konkurs der GFM wäre den Bund teurer zu stehen gekommen. Er hielt 27 Prozent der Aktien. Bereits 1998 war der Verwaltungsrat verkleinert worden, was bei den nicht mehr vertretenen Regionen zu Opposition führte. Zudem fusionierten rückwirkend per 1. Januar 2000 die GFM mit der Transport en commun de Fribourg (TF) zu den Freiburgischen Verkehrsbetrieben (TPF). Dabei absorbierten die GFM die TF und gaben sich den neuen Namen TPF.

## Normalspurnetz

### Bulle–Romont
Die Strecke Bulle–Romont ist der älteste Teil des Streckennetzes. 1868 nahm die Chemin de fer Bulle–Romont ihre 18 Kilometer lange normalspurige Linie in Betrieb, die das Greyerzerland mit Romont an der Bahnstrecke Lausanne–Bern verbindet. Nach der Fusion zu den GFM wurde die Elektrifizierung angegangen und 1946 der elektrische Betrieb aufgenommen.

### Freiburg-Murten-Ins

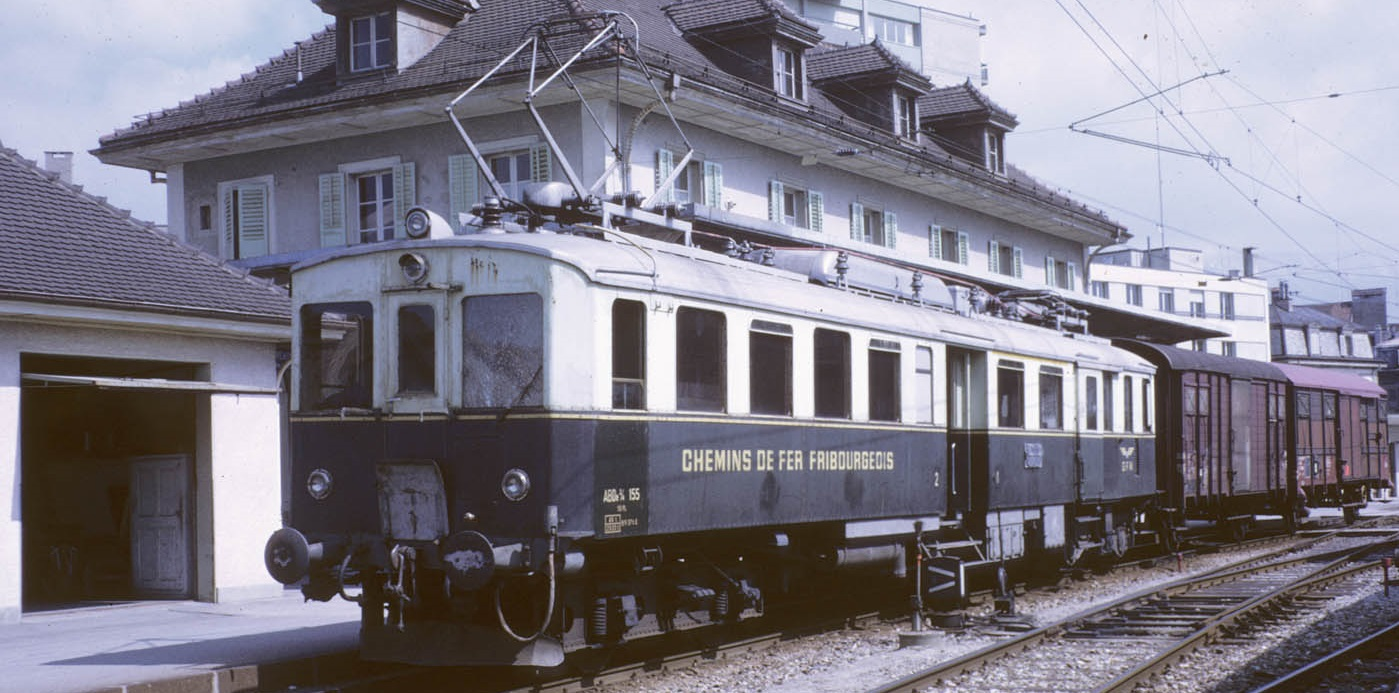
Der 1931 an die FMA gelieferte ABDe 2/4 151 wurde 1946 für den Betrieb mit Wechselstrom umgebaut

Die  32 km lange, normalspurige Strecke der Chemin de fer Fribourg–Morat–Anet (FMA, Freiburg-Murten-Ins-Bahn) wurde 1898 bis 1903 eröffnet. 1903 wurde auf der ganzen Strecke Freiburg–Ins der elektrische Betrieb mit Gleichstrom 750 Volt aus einer seitlichen Stromschiene aufgenommen.
In den 1940er Jahren kollidierte der Gleichstrombetrieb mit den Elektrifizierungsplänen für die SBB-Nebenstrecken. Die gesamte Strecke wurde mit Fahrleitung ausgerüstet, und ab dem 12. August 1947 verkehrten die Züge, nun unter der Verantwortung der GFM, mit Wechselstrom zwischen Freiburg und Ins.

## Schmalspurnetz
Das Schmalspurnetz der GFM hatte eine Länge von 48 Kilometern und eine Spurweite von 1000 mm und ist seit Betriebsbeginn elektrifiziert. Es besteht aus der Strecke von Palézieux über Bulle nach Montbovon und einer Stichstrecke von Bulle nach Broc. In Montbovon hat die Strecke der früheren Chemins de fer électriques de la Gruyère (CEG) Anschluss an die meterspurige Montreux-Berner Oberland-Bahn (MOB), mit der auch Rollmaterial ausgetauscht wird.

### Fahrzeugpark

#### Triebwagen

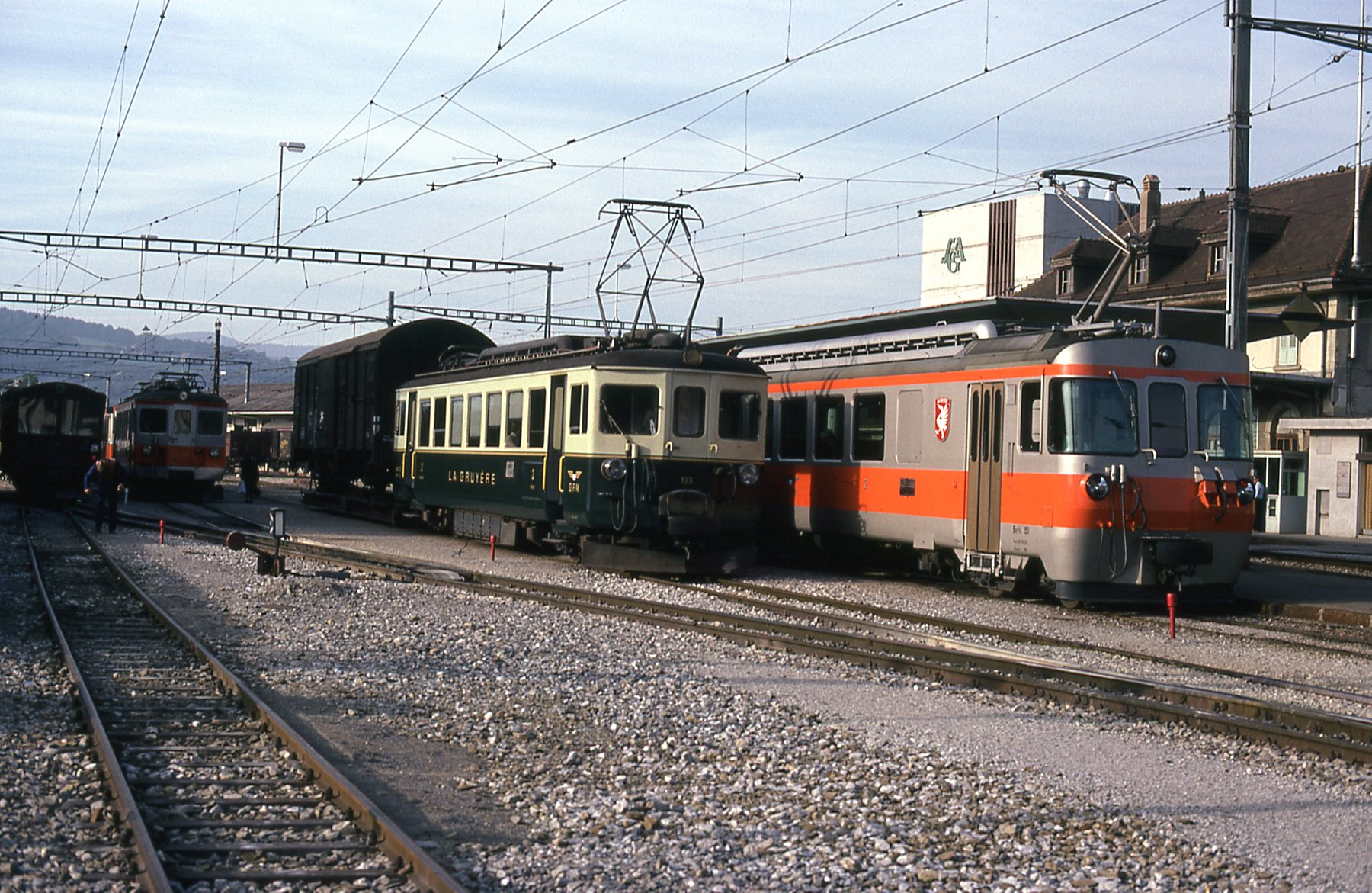
Be 4/4 133 und Be 4/4 151 in Bulle

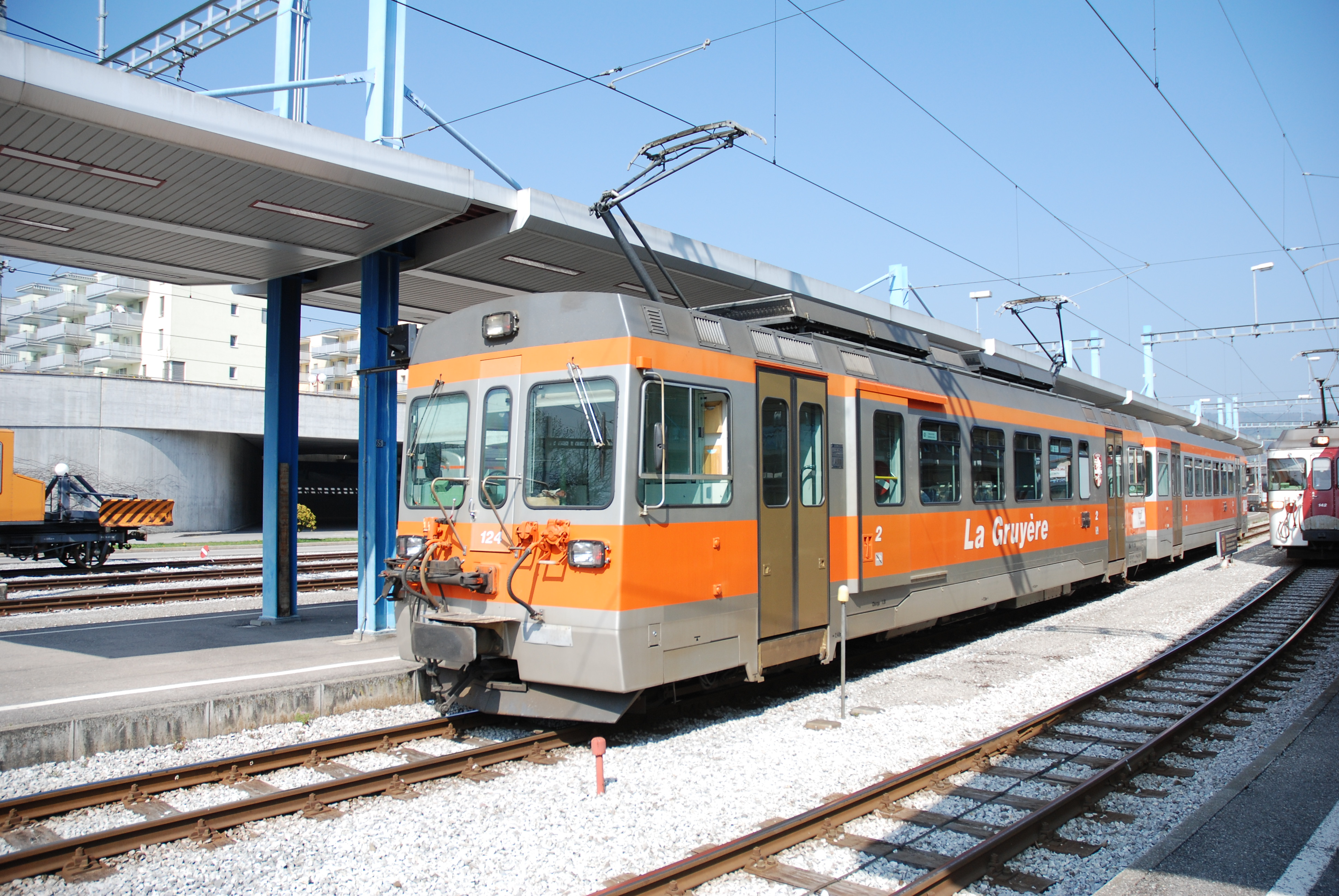
BDe 4/4 124 im GFM-Anstrich in Bulle

- BCe 4/4 111 (1903) Leihgabe an die Museumsbahn Blonay–Chamby von 2006 bis 2011
- Be 4/4 115 (1905) Nostalgietriebwagen, im Oktober 2016 abgebrochen
- Be 4/4 116 (1922), ex 121, 1999 neuer Kastenaufbau und Umnummerierung, heute historischer Triebwagen
- Be 4/4 121–124 (1992/1996) mit Steuerwagen 221–226 einsetzbar, 2012–2016 Gepäckabteil ausgebaut (alte Bezeichnung BDe 4/4)
- Be 4/4 131–133  (1943) 131: Abgabe an Bahnmuseum Kerzers-Kallnach 2010, 2013 zurück, 132: 1989 abgebrochen, 133: 2003 abgebrochen
- BDe 4/4 141–142 (1972) mit Steuerwagen 251–256 einsetzbar (die ehemaligen Kies-Triebwagen), 141: 2017 an GFM Historique, 142: im April 2017 abgebrochen
- Be 4/4 151–152 (1977) nur ein Führerstand, nur einsetzbar mit Steuerwagen 251–256, 151–152: im April 2017 abgebrochen

#### Lokomotiven und Bahndienstfahrzeuge
- GDe 4/4 (1983), im April 2017 verkauft an MOB
- Te 2/2 11 (Maschinenfabrik Oerlikon 1913) Rangierdienst in Bulle
- Te 2/2 12 (Alioth 1913[4]) Rangierdienst in Montbovon Ausrangierung 2012
- Te 4/4 13 (Alioth 1901) Umbau aus Triebwagen 1927, Rangierdienst in Broc-Fabrique Ausrangierung 2017
- Te 4/4 14 (Alioth 1901) Umbau aus Triebwagen 1933, Arbeitszüge
- Tm 2/2 15 (1971) Diesel-Arbeitszüge und Rangierdienst Bulle